# Евдокс Кнідський
Евдокс Кнідський (дав.-гр. Εύδοξος, лат. Eudoxus; бл.408 до н. е. — бл. 355 до н. е.) — давньогрецький математик і астроном, народився в Кніді, на південному заході Малої Азії.

## Біографія
Евдокс вивчав медицину, математику (у піфагорійця Архіта в Італії), приєднався до школи Платона в Афінах. Близько року перебував у Єгипті, вивчав астрономію в Геліополі. Потім Евдокс переселився в місто Кизик на Мармуровому морі, заснував там свою математико-астрономічну школу, читав лекції з філософії, астрономії і метеорології.
Близько 368 р. до н. е. Евдокс разом з частиною учнів повернувся до Афін. Помер в рідному Кінді, оточений славою і повагою сучасників.
Евдокс також займався лікуванням, музикою; мав ораторські здібності.
На честь Евдокса названо кратери на Місяці і на Марсі.

## Математика
Вводячи поняття змінної величини, Евдокс розглядав прямолінійні відрізки як безупинно змінювані, які з будь-яким ступенем точності можуть бути виражені за допомогою інших відрізків. Побудована Евдоксом теорія величин вважається сьогодні одним з найбільших витворів математики за всю її історію, яка стала основою для побудови теорії ірраціональних чисел Ю. Дедекінда.
Теорія пропорцій Евдокса у математиці і теоретичному природознавстві встановила діалектичний взаємозв'язок дискретного і неперервного, арифметичного атомізму і геометричної континуальності величини. Теорія пропорцій була першою фундаментальною теорією, передвісницею функціональної залежності і теорії функцій змінного.
Надалі ці теорії і методи Евдокса були розвинені Архімедом.
Евдокс отримав фундаментальні результати в різноманітних галузях математики. Наприклад, при розробці своєї астрономічної моделі він значно просунув сферичну геометрію. Однак особливо велике значення мали створені ним дві класичні теорії.

### Загальна теорія відношень
Числові системи стародавніх греків обмежувалися натуральними числами і їх відношеннями (дробами, раціональними числами). Однак ще піфагорійці виявили, що діагональ квадрата непорівнянна з його стороною, тобто відношення їх довжин не може бути представлено раціональним числом. Стало зрозуміло, що піфагорійська арифметика повинна бути якимось чином розширена з тим, щоб включати всі результати вимірювань. Це і зробив Евдокс. Його теорія дійшла до нас у викладі Евкліда (Начала, книга V).
На додаток до чисел Евдокс ввів ширше поняття геометричної величини, тобто довжини відрізка, площі або об'єму. З сучасної точки зору, число при такому підході є відношення двох однорідних величин — наприклад, досліджуваної і одиничного еталона. Цей підхід знімає проблему несумірності. По суті, теорія відношень Евдокса — це геометрична модель дійсних чисел. Слід, однак, підкреслити, що Евдокс залишився вірним колишній традиції — він не розглядав таке відношення як число; через це в «Засадах» багато теорем про властивості чисел потім заново доводяться для величин. Визнання іррациональностей як особливого виду чисел відбулося багато пізніше, під впливом індійських та ісламських математичних шкіл.
На початку своєї побудови Евдокс дав аксіоматику для порівняння величин. Всі однорідні величини можна порівнювати між собою, і для них визначені дві операції: відділення частини і з'єднання (взяття кратного). Однорідність величин сформульована у вигляді аксіоми, відомої також як аксіома Архімеда: «Кажуть, що величини мають відношення між собою, якщо вони, взяті кратно, можуть перевищити один одного».
Далі Евдокс розглядає відношення між величинами і визначає для них рівність:
Кажуть, що величини знаходяться в том самому відношенні: перша до другої і третя до четвертої, якщо рівнократні першої і третьої одночасно біьші, або одночасно рівні, або одночасно менші рівнократних другої і четвертої, кожна кожній при якій би то не було кратності, якщо взяти їх у відповідному порядку.
У перекладі на сучасну математичну мову це означає, що відношення a: b і c: d рівні, якщо для будь-яких натуральних m, n виконується одне з трьох співвідношень:
- або ma < nb і mc < nd;
- або ma = nb і mc = nd;
- або ma > nb і mc > nd.

Фактично описана властивість означає, що між a: b и c: d не можна вставити раціональне число.
Далі Евдокс акуратно виводить властивості відношень: транзитивність, впорядкованість і т. д.
Класична теорія Дедекінда для побудови дійсних чисел вражаюче схожа на виклад Евдокса. Відповідність між ними встановлюється так: нехай задані дві величини Евдокса a, b; дріб m/n віднесемо до класу A, якщо ma > nb, інакше — до класу B. Тоді класи A і B визначають дедекіндів переріз поля раціональних чисел Q. Залишилось ототожнити відношення за Евдоксом b: a з цим дедекіндовим числом.
Зазначимо, однак, що у Евдокса відсутній аналог аксіоми неперервності, і нізвідки не випливає, що всякий переріз Q визначає дійсне число.

### Метод вичерпування
Це свого роду античний аналіз криволінійних фігур. Обґрунтування цього методу не спирається на актуальні нескінченно малі, але неявно включає поняття границі. Назву «метод вичерпування» запропонував в 1647 році у Грегуар де Сен-Венсан, в античні часи у методу не було спеціальної назви.
Метод полягав в наступному: для знаходження площі (або об'єму) деякої фігури в цю фігуру вписувалася монотонна послідовність інших фігур і доводилося, що їх площі (об'єми) необмежено наближаються до площі (об'єму) шуканої фігури. Потім обчислювалася границя послідовності площ (об'ємів), для чого висувалася гіпотеза, що вона дорівнює деякому A і доводилося, що зворотне призводить до суперечності. Оскільки загальної теорії границь не було (греки уникали поняття нескінченності), всі ці кроки, включаючи обґрунтування єдиності границі, повторювалися для кожного завдання.
У такій формі метод вичерпування добре вписувався в строго дедуктивну побудову античної математики, проте мав кілька суттєвих недоліків. По-перше, він був надзвичайно громіздким. По-друге, не було ніякого загального методу для обчислення граничного значення A; Архімед, наприклад, нерідко виводив його з механічних міркувань або просто інтуїтивно вгадував. Нарешті, цей метод не придатний для знаходження площ нескінченних фігур.
За допомогою методу вичерпання Евдокс строго довів ряд вже відомих в ті роки відкриттів (площа кола, об'єм піраміди та конуса).
Найпліднішим цей метод став у руках видатного послідовника Евдокса, Архімеда, який зміг його значно удосконалити і віртуозно застосовував для багатьох нових відкриттів. В середні століття європейські математики також застосовували метод вичерпування, поки він не був витіснений спочатку більш потужним і технологічним методом неподільних, а потім — математичним аналізом.

## Астрономія
Першим зробив спробу створити теорію руху планет. Склав найдавнішу карту зоряного неба, на якій сузір'я були представлені фігурами різних тварин і героїв старогрецьких міфів, одним з перших привів на ній назви зодіакальних сузір'їв і сузір'їв, розташованих поза поясом зодіаку. Йому приписується введення в Греції календаря, що містить в році 365 ¼ доби.
Для кожної планети він ввів чотири сфери, які рівномірно обертаються. За обертанням цих сфер, він пояснював добовий рух планет, рух планет відносно екліптики, а також його відмінність у кожної з планет. Евдокс не обмежувався лише теорією. При своїй школі в Кізіку він організував обсерваторію, де його учні вели систематичне спостереження за небесними світилами. Відомо два твори, присвячені астрономії: «Явища» та «Дзеркало».